# ニコライ・デンコフ
ニコライ・デンコフ・デンコフ（ブルガリア語:  Николай Денков Денков、1962年9月3日 - ）は、ブルガリアの政治家。いくつかの内閣で教育科学大臣を務めたのち、2023年6月から2024年4月まで同国首相を務めた。ブルガリア科学アカデミーの会員でもある物理化学者で、ソフィア大学の教授でもあった。

## 経歴
トラキアのスタラ・ザゴラに生まれる。初等教育を修了後、首都ソフィアに移り、国立科学・数学中等学校を卒業。1987年にソフィア大学で化学と薬学の修士課程を修了した。その後、日本の新技術開発事業団（JRDC、現在の科学技術振興機構）やアメリカ合衆国のユニリーバ、フランスのローヌ・プーランなどに客員研究員やシニア・サイエンティストとして在籍した。
1997年にソフィア大学の非常勤講師となり、2008年に物理化学の教授に就任した。2008年から2015年まで技術化学部長。
2010年には科学界における功績が評価され、ブルガリアの教育科学省から最高の栄誉であるピタゴラス賞を授与された。2013年には、ソフィア大学からブルーリボン栄誉メダルを授与された。
2014年8月、第二次ボイコ・ボリソフ内閣の教育科学副大臣（高等教育・欧州構造基金担当）となり、2016年4月まで在任した。また、2017年1月から5月には、オグニャン・ゲルジコフ暫定内閣の教育科学大臣となった。
2019年には研究業績が評価されて欧州コロイド・インターフェース学会 (ECIS) のソルヴェイ賞を受賞し、欧州アカデミーの正会員に選出された。
2021年5月から12月にかけて、第一次および第二次ステファン・ヤネフ内閣で再び教育科学大臣（暫定）を務めた。2021年11月の総選挙で政党「変化を継続する」 (PP) が第一党となり発足したキリル・ペトコフ内閣でも、教育科学大臣に留任した。
2023年4月の総選挙後、デンコフはGERB-SOSとPP-DBという二つの政党連合から首相への就任がもちかけられた。これはデンコフが9ヶ月間新政権を率いたのち、マリヤ・ガブリエルが首相職を引き継ぐというもので、二大政党連合が合意に達した権力均衡策の一環であった。
権利と自由運動も巻き込んだ広範な交渉を経て、6月2日にデンコフ＝ガブリエフ内閣の組織に関する正式な協定が結ばれた。6月6日、デンコフの新政権は賛成132票対反対69票で国民議会の承認を受けた。新政権はブルガリアの安全保障に対するロシアの影響力の排除と、シェンゲン圏、ユーロ圏への加入に注力する方針を示した。2024年3月5日に首相辞任を表明し、翌6日に議会より辞任を賛成216票、反対・棄権0票で承認された。